# 앙케 더프리스

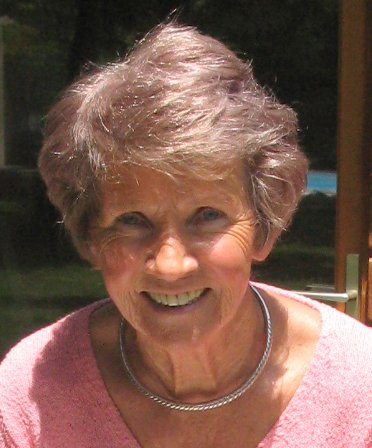
앙케 더프리스

앙케 더프리스(네덜란드어: Anke de Vries, 1936년 ~ )는 네덜란드의 작가이다. 남편의 권유로 책을 쓰기 시작했으며 청소년 책 70여권을 썼다. 대표 작품으로는 《두 친구 이야기》가 있다.